# 浅香幸雄
浅香 幸雄（あさか ゆきお、1910年4月29日 - 1994年7月24日）は、日本の地理学者。学位は、理学博士（東北大学）。東京教育大学名誉教授。

## 略歴
富山県高岡市出身。1932年東京高等師範学校卒、陸軍士官候補生、1936年東京文理科大学地理学科卒。
1953年「近世期の集落発達に関する地理学的研究」で、東北大学より理学博士の学位を取得（主査：富田芳郎教授）、東京市立第二中学校（現東京都立上野高等学校）教諭、朝鮮水原の高等農林学校の地理博物教員養成所教員、1944年東京高等師範学校教授、1949年至徳専門学校（現国士舘大学）地理科教授（兼任）、東京教育大学教授。74年定年退官、名誉教授、専修大学教授、1981年北陸工業専門学校教授、富山県教育委員会長。恩師・内田寛一の確立した歴史地理学の学風を継承し発展させる一方、山村順次とともに新たな分野としての観光地理学の確立に努めた。

## 著書
- 『食物の地理』愛育社 1946
- 『世界の住居』愛育社 1947
- 『新制人文地理』昇竜堂書店 1949
- 『新制地学』昇竜堂書店 1949
- 『世界の農牧業』三省堂出版 社会科文庫 1949
- 『村や町の土地と住居』六三書院 学級文庫 1950
- 『簡約人文地理』昇龍堂 1951
- 『詳解人文地理』昇龍堂書店 1953
- 『人文地理研究』績文堂出版 1954
- 『わが国土 6 北陸および山陰地方』国民図書刊行会 1955
- 『目で見る世界地理 7 東アジア篇』ポプラ社 1956
- 『目で見る世界地理 5 アフリカ・大洋州・南極・北極地方篇』ポプラ社 1956
- 『目で見る世界地理 4 ソ連・東ヨーロッパ篇』ポプラ社 1956
- 『世界の国国・世界の地理』偕成社 目で見る学習百科 1961
- 『少年少女地理 日本の国土 8 全体としての日本・総論』偕成社 1963
- 『地理研究 新制版』績文堂 1965

### 共編著
- 『車窓の日本 朝鮮の巻』共著 日本地歴研究会編 恒春閣 1944
- 『教師のための日本地理』編 河出書房 1954
- 『教師のための世界地理』編 河出書房 1955
- 『目で見る日本地理』真道永次共著 山下史人絵 ポプラ社 1957
- 『世界地理の図鑑』小山保郎・中川浩一・榊原康男共著 足立礼二郎等絵 小学館の学習図鑑シリーズ 1959
- 『日本地誌ゼミナール 第3 関東地方 除東京』中田栄一,三友国五郎,矢嶋仁吉、小笠原義勝、小谷昌、戸谷洋、尾留川正平、辻本芳郎、渡辺操、清水馨八郎、菊地利夫、福宿光一、大村肇、山鹿誠次、柾幸雄, 有末武夫共編 大明堂 1960
- 『絵地図で学ぶ日本』監修 小峰書店 1961
- 『解明地理』小川武共著 文英堂 シグマ・ベスト 1965
- 『サミットの社会 中学1年』編著 文英堂 1965
- 『日本の歴史地理』編 大明堂 1966
- 『理解しやすい高校地理』編 文英堂 シグマ・ベスト 1970
- 『観光地理学』山村順次共編著 大明堂 1974

## 論文
- <浅香幸雄